# Хидикус
Хидикус (осет. Хидыхъус) — село в Алагирском районе Республики Северная Осетия-Алания. Входит в состав Фиагдонского сельского поселения.

## Географическое положение
Селение расположено в верховьях Куртатинского ущелья, на правом берегу реки Фиагдон, у впадения в него реки Цариитдон. Находится в 2 км к юго-западу от центра сельского поселения Верхний Фиагдон, в 47 км к юго-востоку от районного центра Алагир и в 50 км к юго-западу от Владикавказа.

## История
В прежние времена селение Хидикус входило в состав Цымытинского общества, оно было населено уазданскими фамилиями, происходившими от четырёх сыновей основателя общины Цымыти, и именовалось ранее: «Цымыти-Хидыхъус» (рус. «Цымыти (которое) у моста»).
Поселение цымытинцев возникло на этом месте, в ознаменование победы в продолжительной и кровопролитной войнне с цариттами — племенем, населявшим небольшое боковое ущелье реки Цариттдон. Согласно преданиям, война привела к практически полному истреблению цариттов цымытинцами. Уцелевшие царитты вынуждены были бежать за перевал, их поселения были сожжены и разрушены, а «на груди их предков» (то есть на месте цариттского кладбища) цымытинцы обустроили новое поселение, названное именем своего славного родоначальника Цымыти-Хидыхъус..
К середине XIX века, после установления в Осетии российской администрации, селение Хидикус было выбрано новыми властями административным центром «Общества осетино-цымытинского» (в поздних документах оно упоминается как Общество Хидикусское). Усиление и экономическая независимость Хидикуса привели к возникновению некоторых противоречий внутри Цымытинской общины, за контроль над общинными землями. Это в свою очередь послужило причиной ослабления всего Цымытинского общества.
Своим родовым селением Хидикус считают некоторые осетинские фамилии: Ахполовы, Ализовы, Бизикоевы, Бугаевы-Цагараевы, Гаппоевы, Гусовы, Годжиевы, Дзабраевы, Дзускаевы, Калмановы, Каргиевы, Ситоховы и другие..
По данным на 1886 год, в селе Хидикус было 68 дворов (14 фамилий), из которых Гусовым (в том числе Ализовым) принадлежало 27 дворов (260 чел.)..
В 1921—1922 годах жители Хидикуса переехали в основанное в предгорьях село Нарт. Спустя годы выходцы из аула частично начали возвращаться в родовое селение.

## Население
| 2002 | 2010 | 2021 |
| ---- | ---- | ---- |
| 74   | ↗117 | ↘87  |

## Достопримечательности
В селении расположено множество памятников истории и архитектуры, из которых сохранились восемь боевых башен, полуподземные и надземные склепы, памятники-цырты.
Особым вниманием нужно отметить сохранившиеся на северной оконечности села остатки боевой башни Ацамаза Калманова — участника Куртатинского посольства к русскому царю, персонажа народных героических песен и преданий.
В окрестностях села располагаются традиционные осетинские святилища: «Иры Уастырджы» (Дзири дзуар), «Найфат» (Хъауы зад), «Касута», а также церковь Святых Жен Мироносиц, построенная в середине XIX века и восстановленная в последние годы, Аланский Успенский монастырь, выстроенный в византийском архитектурно-церковном стиле.